# Julia Schily-Koppers
Pour les articles homonymes, voir Schily et Koppers.
Julia Amalia Magdalena Koppers épouse Schily (née le 10 février 1855 à Borken, morte le 6 octobre 1944 à Parow) est une peintre allemande.

## Biographie
Julia Koppers est la fille du juge Albert Koppers (1813-1900) et de son épouse Auguste (1817-1908) de Borken. Son talent se manifeste dès son plus jeune âge, enfant et adolescente. Elle reçoit sa première formation artistique auprès du peintre d'églises de Münster Dominik Moser. En 1876 à Düsseldorf, elle étudie avec Marc Louis Benjamin Vautier. Elle est également une élève privée d'Eduard Gebhardt et de Wilhelm Sohn. Ses camarades sont Paula Monjé, Sophie Meyer, Margaret Harte et Margarete Loewe (de). Elle conclut un partenariat d'atelier avec Margaret Harte. Avec Paula Monjé, elle est représentée avec une peinture de genre lors d'une exposition de Bismeyer & Kraus en 1878.
En 1883, l'empereur Guillaume Ier acquiert son tableau L'occasion fait le larron.

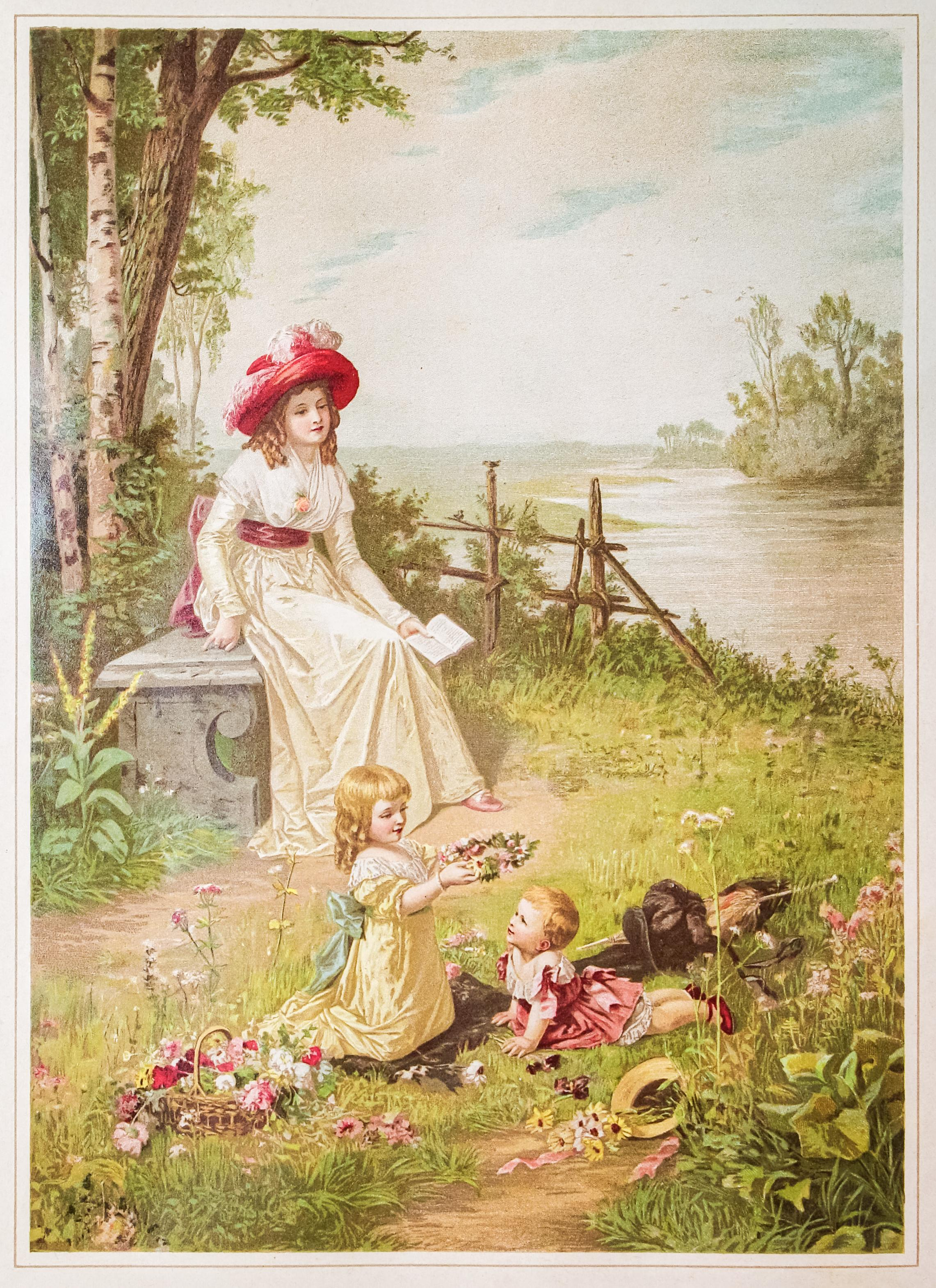
Glückliche Stunden. Ilustration dans Die Gartenlaube, 1891.

Entre 1889 et 1891, Julia Koppers vit à Düsseldorf, au Rosenstraße 49, à proximité immédiate de Gebhardt et de son fils. En janvier 1892, elle épouse, contre la volonté de ses parents, l'ingénieur Leo Schily (1855-1920), avec qui elle a quatre enfants, dont trois atteignent l'âge adulte. L'aîné de ses deux fils est Franz Schily (de), ses petits-enfants sont Konrad et Otto Schily. À la mort de son mari en 1920, elle se consacre à nouveau entièrement à la peinture.
Épuisée par les bombardements de la Seconde Guerre mondiale, la peintre accepte l'offre de son fils Fritz de venir à la base aérienne de Parow, près de Stralsund. Elle y meurt le 18 mars 1944 à l'âge de 89 ans. Elle est enterrée à Bonn.
Le Musée municipal de Borken présente une sélection de ses œuvres dans son exposition permanente. Son patrimoine artistique est conservé dans les archives rhénanes des domaines des artistes à Bonn. À partir de 2019, l'école polyvalente de Borken-Raesfeld s'appelle Julia-Koppers-Gesamtschule.